# Das Siegesfest der sechsten Legion
Das Siegesfest der sechsten Legion ist eine Erzählung von Anna von Krane. Sie wurde 1915 verfasst und behandelt die Legende des Ewigen Juden vor dem Hintergrund ihrer christlichen Erzähltradition.

## Inhalt

### Das Kastell Novesium am Niederrhein
Die Erzählung beginnt in einem römischen Kastell mit dem Namen Novesium in der Nähe des heutigen Neuss im Jahr 80 n. Chr. Es sind inzwischen zehn Jahre vergangen, seit das Römische Reich im Jüdischen Krieg Jerusalem eroberte und den dortigen Tempel der Juden zerstörte. Um das Ereignis zu feiern, richtet die im Kastell stationierte sechste Legion eine Siegesfeier aus. Die Feier findet am 10. August statt. Während ein Gewitter heraufzieht, erspäht die Palisadenwache Marzellinus einen fremden Wanderer, der sich den Toren des Kastells nähert. Die mysteriöse Gestalt wird von der Wache am Porta Decumana in Empfang genommen. Zwischen dem der Wache vorstehenden Decurio und dem geheimnisvollen Wanderer kommt es zu einem Gespräch über dessen Herkunft. Im Verlauf des Gesprächs gibt sich dieser schließlich als der legendäre Ahasverus zu erkennen. Unter gewissen Vorbehalten gewährt der Decurio dem Fremden Einlass in das Lager, nachdem Ahasver zu verstehen gegeben hat, dass er selbst während der Erstürmung des Tempels von Jerusalem anwesend gewesen ist.

### Die Erzählung über die Tempelzerstörung
Auf dem Weg durch das Lager zum Lagerkommandanten erkundet Ahasver die Via Principalis, die Schola, das Forum und das Prätorium. Dort sind die römischen Legionäre bereits bester Stimmung. Ahasver versteckt sich innerhalb des Prätoriums und belauscht den ersten Legionsoffizier Primuspilus und die Ehefrau des Legaten, Drusilla. Primuspilus Freund Caius berichtet im Rund der Anwesenden von seiner Sichtung eines Unsterblichen während der Eroberung des Tempels in Jerusalem, bei der er selbst als Offizier der 22. Legion dabei gewesen war. Berauscht durch die Feier des bedeutenden Ereignisses an diesem Tag, erzählt Caius seine Geschichte auch den umstehenden Legionären noch einmal. Im Verlauf der Geschichte vermag sich auch der Legat an eine Begegnung mit Ahasver zu erinnern:
„Natürlich war er dabei! Mitten im dichtesten Getümmel! Und, was das Merkwürdige war: er kämpfte nicht, er hatte nicht einmal eine Waffe bei sich. Er warf sich nur blindlings allen Speeren und Schwertern entgegen, mit offenem Gewand, wie um sie so recht nach seinem Herzen zu lenken...“
Caius selbst erinnert sich, dem grauenhaften Wanderer sogar von Angesicht zu Angesicht begegnet zu sein. Er berichtet, ein Legionär hätte im Getümmel versucht, Ahasver zu töten, doch sein Speer sei an der Haut des Unsterblichen zerbrochen. Auch die Versuche des Unsterblichen, durch ein Feuer umzukommen oder sich von herabfallenden Tempeltrümmern erschlagen zu lassen, seien gescheitert. Während sich die Anwesenden über die erstaunliche Geschichte in Rage reden, ertönt ein merkwürdiges Stöhnen aus einer Ecke des Prätoriums. Die Legionäre suchen den Raum nach der Herkunft des Stöhnens ab, finden aber keine Ursache dafür und erklären die Geräusche schließlich mit dem Rauschen des Windes.

### Der Sklavenjunge Juda
Um die Gesellschaft auf andere Gedanken zu bringen, schlägt Drusilla vor, einen jüdischen Sklaven einige Lieder seiner Heimat vorsingen zu lassen. Der Junge sei nach der Zerstörung des Tempels gemeinsam mit seiner Mutter Noemi verschleppt worden und dient den stationierten Legionen als Belustigung. Noemi wurde in der Obhut Drusillas mehrfach misshandelt und ist inzwischen erblindet, sodass sie nur noch an der Handmühle zu arbeiten vermag. Als der junge Jude schließlich vor der versammelten Menge auftritt und zu singen sowie das Harfespiel beginnt, sind alle Anwesenden vollständig fasziniert:
„Am Siegesfest der Römer siegte die Melodie des vernichteten Volkes. Und Juda, der Sklave (...) stand vor seinen Herren im Gewande, das ihm von Rechts wegen gebührte, und sang vom Gott Israels zu den Heiden. Er sang vom Herrn der Heerscharen, auf den sein auserwähltes Volk vertraut; vom Hüter Israels, der nicht schläft und schlummert; von Elohim, dem Allmächtigen, dessen Hand keiner entrinnen kann (...) bis ihm endlich die Stimme vor Leid und Weh hinschmolz und erstarb, erstickt vor unsäglicher Pein...“
Der nun folgende 'Gesang von den Flüssen Babylons' behandelt schließlich die Diaspora des jüdischen Volkes nach der Zerstörung des Tempels in Jerusalem. Da das Lied von den Umstehenden letztlich als Racheakt an den eigenen Legionären interpretiert wird, befiehlt der Legat wutentbrannt Judas Kreuzigung. Als dieser schließlich abgeführt werden soll, erscheint der sich bis jetzt versteckt gehaltene Ahasver und retten den Jungen, bevor er aus dem Prätorium verschwindet. Juda entschließt sich, den mysteriösen Wanderer für den Legaten zu suchen, sollte dieser ihm im Austausch seine Freiheit schenken.

### Noemi
Im Haus des Legaten arbeitet Judas Mutter Noemi an der Handmühle. Ahasver erscheint bei ihr in der Küche und unterhält sich ausführlich mit ihr über die Sklavenhaltung durch die Römer. Schließlich erscheint auch Juda in der Küche, was Ahasver dazu veranlasst, sich erneut zu verstecken. Mutter und Sohn unterhalten sich und Juda beichtet seiner Mutter den Frevel gegenüber dem Legaten. Beide sind zum Sterben bereit und wollen sich dem anstehenden Tod mutig entgegenstellen. Ahasver wird schließlich von Juda entdeckt. Der Unsterbliche gibt der kleinen Familie den Rat, sich selbst zu töten. Dies wird von Juda aber abgelehnt. Konfrontiert mit der schwachsinnigen Jüdin Judith keimt in Ahasver zunehmend der Neid auf die todgeweihten Juden im Lager. Schließlich begibt sich Juda gemeinsam mit Ahasver zum Zelt des Legaten im Atrium.

### Die Sage vom Ewigen Juden
Nachdem Juda dem Legaten Ahasver vorgeführt hat, kommt es zu einem Zwiegespräch zwischen den beiden. Der Legat fragt Ahasver nach dessen Herkunft und den Gründen für dessen Unsterblichkeit, wobei Ahasver diese nicht konkret zu beantworten weiß. Um die Geschichte des Ewigen Juden endgültig aufzuklären, sendet der Legat Boten aus, um unter den heidnischen Legionären einen Christen ausfindig zu machen. Schließlich stoßen sie auf den Decurio an der Porta Decumana, der um die Ursprünge der christlichen Lehre weiß. Unter der Verwendung antijüdischer Stereotype erzählt der Decurio den Umstehenden die Geschichte Jesu von Nazareth und über die Ursprünge der christlichen Religion. Unter der Berufung auf mehrere Zeugenberichte fällt schließlich der Name Jesus Christus und Ahasver fällt der bereits in vergessene Bannspruch gegen ihn wieder ein:
„Ich bin verflucht um dessen willen, der gekreuzigt wurde! Er kam nach Jerusalem in den Tempel und sagte, er sei der Verheißene, der, auf den wir warteten. (...) Wir haßten ihn... o, wie wir ihn haßten! (...) Es war an dem Tage vor dem Passahfest, da schleppten sie ihn zu Tode! Ich stand an der Tür meines Hauses und freute mich daran. (...) Und nun kam der, den ich meine, auf mich zu (...) mit Blut bedeckt, zum Tode verurteilt, und wollte auf meiner Schwelle ausruhen. Da stieß ich ihn hinweg! ich schrie: Fort, Verfluchter, du sollst nicht ruhen!“
Wutentbrannt und verzweifelt erzählt Ahasver in wirren Worten von seinem Fluch der Unsterblichkeit und von seinen zahlreichen Versuchen, sich selbst zu töten. Von den Umstehenden ist es lediglich Juda, der seinem früheren Glaubensgefährten Zuspruch gibt.

### Die Wiederholung des Bannspruchs
Nachdem mehrere Römer versuchen, Ahasverus am Eingang der Porta Decumana mit ihren Schwertern zu töten und diese scheitern, beschließt der Legat letztlich angewidert, den Ewigen Juden aus dem Kastell Novesium zu vertreiben. Mit Worten, die einer zweiten Verfluchung Ahasvers gleichkommen, wird der Ewige Jude schließlich aus dem Lager getrieben.

## Deutung der Erzählung
Die Figur des Ewigen Juden tritt in der Erzählung in der Tradition der Ursprungslegende der Kurzen Beschreibung und Erzählung von einem Juden mit Namen Ahasverus (1602) auf. Gemäß den Ausführungen nach Appel (2022) erneuert von Krane in ihrem Text den Fluch, der Ahasverus von Jesus am Tag der Kreuzigung auferlegt wurde und hält somit den in den Bearbeitungen der Kurzen Beschreibung eingefügten Antisemitismus aufrecht. Zugleich werden gängige Stereotype des modernen Antisemitismus, wie etwa der Vorwurf des Materialismus, gegenüber den Juden erneuert.
Neben dem antisemitischen Grundton, den der Erzähler der Figur des Ahasverus entgegenbringt, wird jedoch auch Mitleid für die Figur des Juda evoziert. Dessen Harfenspiel und Gesang im Prätorium wird von Seiten des Erzählers mit Mitgefühl kommentiert.